# Voila
Voila – wieś w Rumunii, w okręgu Braszów, w gminie Voila. W 2011 roku liczyła 637 mieszkańców.